# Matrimonio mistico di santa Caterina d'Alessandria tra santi
Il Matrimonio mistico di Santa Caterina d'Alessandria tra santi è un affresco staccato di Spinello Aretino, databile al 1390 circa e conservato nella cappella Cialli-Seringi della basilica di Santa Trinita a Firenze. Proviene dall'attigua cappella Bartolini Salimbeni, dove venne ritrovato, con la sinopia, sotto gli affreschi di Lorenzo Monaco nel 1961.

## Storia
La quarta cappella della navata destra di Santa Trinita apparteneva ai ricchi mercanti Bartolini Salimbeni almeno dal 1363. L'affresco di Spinello Aretino venne messo in relazione da Cristina di Benedictis con una certa Lisa, moglie di Bartolomeo Bartolini Salimbeni, morta entro il 1390: in questo senso si spiegherebbe la presenza dei santi Elisabetta e Bartolomeo. La donna, rappresentata piccola in basso in abito di terziaria francescana, sarebbe stata omaggiata dal marito con l'affresco, che ne esaltasse la memoria e le virtù cristiane, come se fosse stata una religiosa. 
Al momento della nuova decorazione ad affresco (1420 circa) Lorenzo Monaco, il cui stile è debitore dell'esempio di Spinello, dovette cercare di salvare alcuni dettagli asportando pezzi interi di intonaco e forse di muratura, non essendo conosciuta la tecnica dello strappo: ciò venne ipotizzato da Ugo Procacci nel riscontrare la mancanza di elementi basilari quali il volto di santa Caterina, della Vergine, o il cerchio attorno alla testa di san Bartolomeo che denota un tentativo di asportazione. Infine si rinunciò, procedendo a operare le scalfiture e martello per far aderire il nuovo intonaco. Forse alcuni frammenti riuscirono a venire conservati, probabilmente in un luogo per la devozione privata delle case dei Bartolini.

## Descrizione e stile

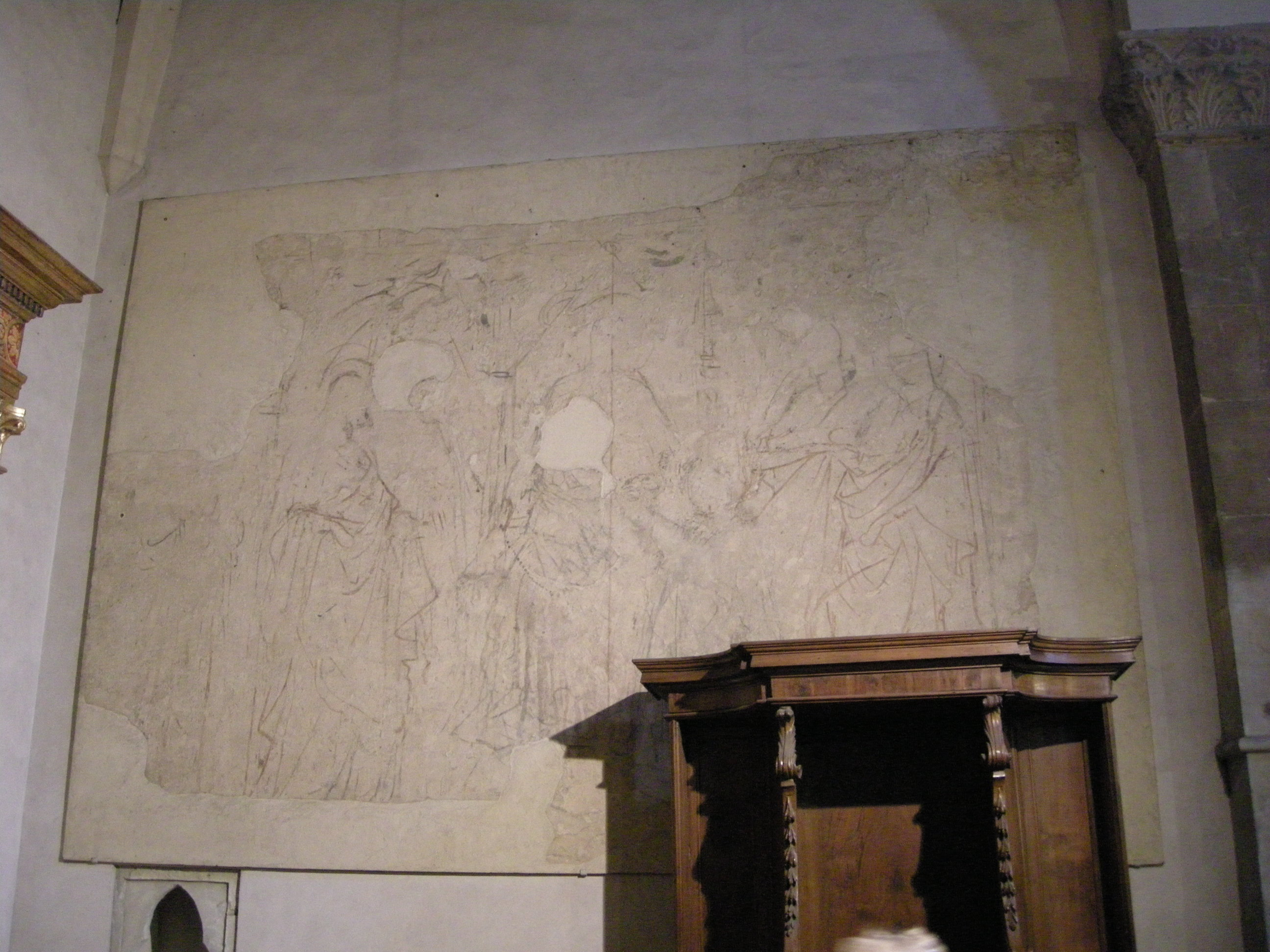
La sinopia

L'opera ha come tema centrale il matrimonio mistico di santa Caterina d'Alessandria, che viene rappresentata in ginocchio al cospetto del trono della Vergine, mentre Gesù Bambino la sposa simbolicamente infilandole un anello nuziale al dito. Assistono alla scena quattro santi sotto lo stesso arco e due ai lati sotto nicchie dipinte separate. Essi sono, da sinistra: sant'Elisabetta, sant'Andrea, san Bartolomeo (protettore del committente ma anche dei "Bartolini" in generale per l'assonanza del nome), sant'Antonio Abate, san Giovanni Battista e un santo vescovo.
In basso, piccolissima, si affaccia la committente che guarda la scena levando la testa. 
Lo stile è tipico delle opere di Spinello, con colori accesi e cangianti, figure allungate, profili taglienti, che vennero riprese e sviluppate dagli artisti del gotico internazionale, tra cui proprio Lorenzo Monaco.